# NWA世界タッグチーム王座 (セントラルステーツ版)
NWA世界タッグチーム王座（NWAせかいタッグチームおうざ、NWA World Tag Team Championship）のセントラル・ステーツ版は、1958年から1960年、1962年から1963年、そして1973年から1979年まで、二度の空白期間を含めて存在したハート・オブ・アメリカ・スポーツ・アトラクションズが管理、認定していた王座。

## 解説
この王座は主にミズーリ州、カンザス州、アイオワ州を含むNWAのカンザスシティ地区で防衛戦が行なわれた。
初代王者はエミル・デューセック&アーニー・デューセックで、1958年6月に創設された。同王座は、二度の空白期には、それぞれNWAセントラル・ステーツ・タッグ王座、NWA北米タッグ王座に置き換えられている。
1978年10月14日にボブ・ブラウン&ボブ・スウィータンが奪取し、1979年に返上されると同王座は廃止された。
その後、ハート・オブ・アメリカ・スポーツ・アトラクションズのタッグ王座としては、NWAセントラル・ステーツ・タッグ王座が1979年から1988年まで存続していた。